# Liar Game: The Final Stage
Liar Game: The Final Stage (ライアーゲーム　ザ・ファイナルステージ, Raiā Gēmu: Za Fainaru Sutēji) é um filme japonês do género suspense, realizado por Hiroaki Matsuyama, escrito por Tsutomu Kuroiwa, Michinao Okada e Toshio Yoshitaka e protagonizado por Erika Toda e Shota Matsuda. É a continuação da série de televisão Liar Game, que foi produzida pela Fuji Television em 2007 e baseada no manga homónimo de Shinobu Kaitani. Estreou-se no Japão a 6 de março de 2010.

## Elenco
- Erika Toda como Kanzaki Nao
- Shota Matsuda como Akiyama Shinichi
- Seiichi Tanabe como Sendou Arata
- Suzuki Koysuke como Fukunaga Yuuji
- Arakawa Yoshiyoshi como Nishida Jirou
- Hamada Mari como Sakamaki Mai
- Wada Soukou como Etou Kouichi
- Akimoto Yuuki como Momose Norika
- Nagayama Kento como Kuji Satoshi
- Kazuma Suzuki como Yokoya Norihiko
- Megumi Seki como Takeda Yukina
- Michiko Kichise como Eri
- Watanabe Ikkei como Tanimura Mitsuo
- Matsumura Yuuki como Igarashi Mamoru